# شاين سوتون
شاين سوتون (بالإنجليزية: Shane Sutton) هو دراج على المضمار أسترالي، ولد في 13 يونيو 1957 في موري في أستراليا.

## وصلات خارجية
- شاين سوتون على موقع أرشيف الدراجات (الإنجليزية)
- شاين سوتون على موقع إحصائيات الدراجات الإحترافية (الإنجليزية)